# Huli
För andra betydelser, se Huli (olika betydelser).

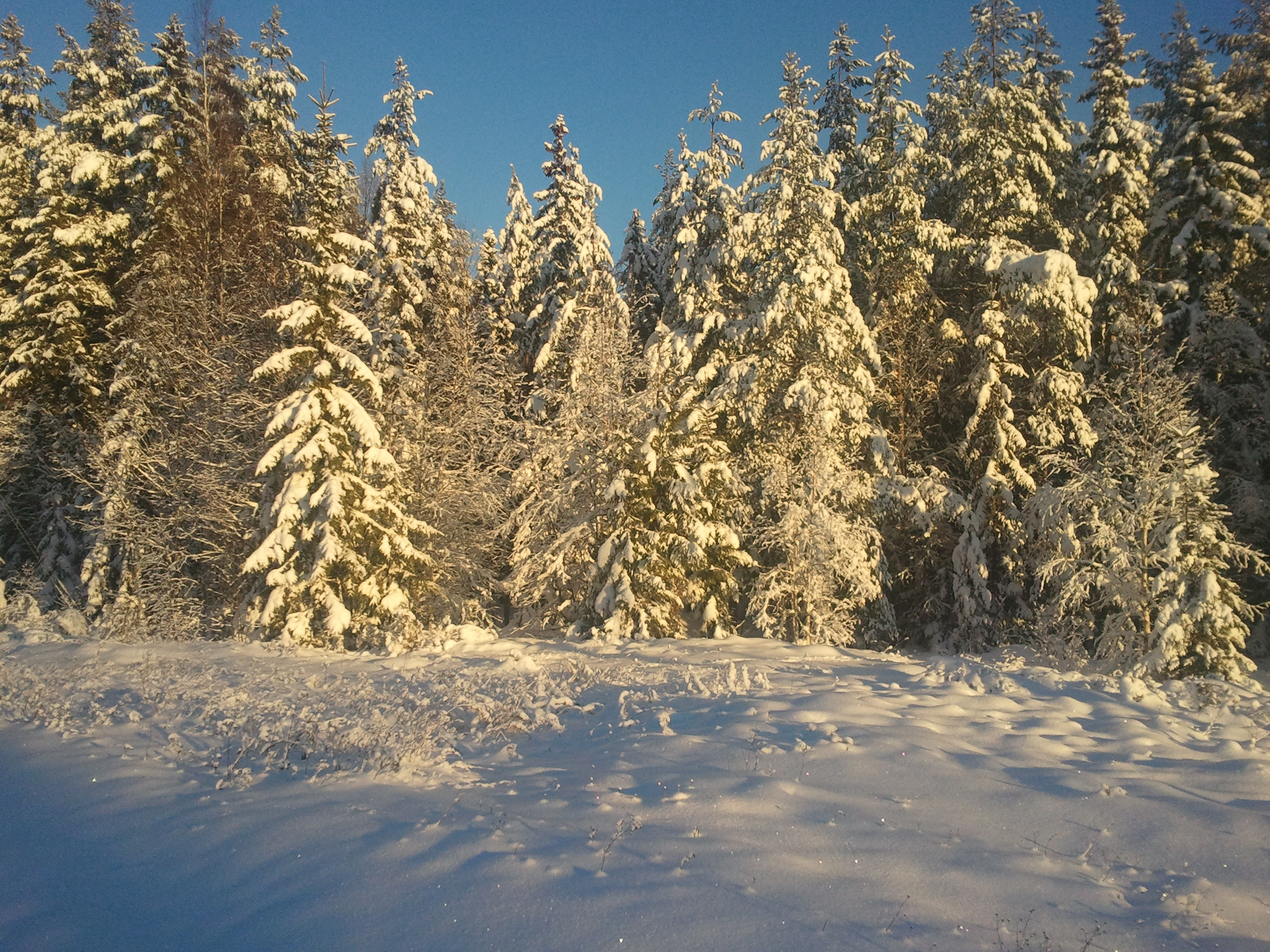
Ett vinterlandskap i byn Huli. Här finns skidspår vintertid.

Huli är en by strax norr om Bergsåker i Selångers socken i Sundsvalls kommun. Byn delas på mitten av Timmervägen som går mellan E4 och E14. Byn ligger i kuperad terräng. Byn har stigar och promenadvägar på sommaren och skidspår vintertid. I den södra delen av byn hittar man Hulistugan, en av Sundsvalls äldsta skidstugor med preparerade skidspår och pulkabacke. 

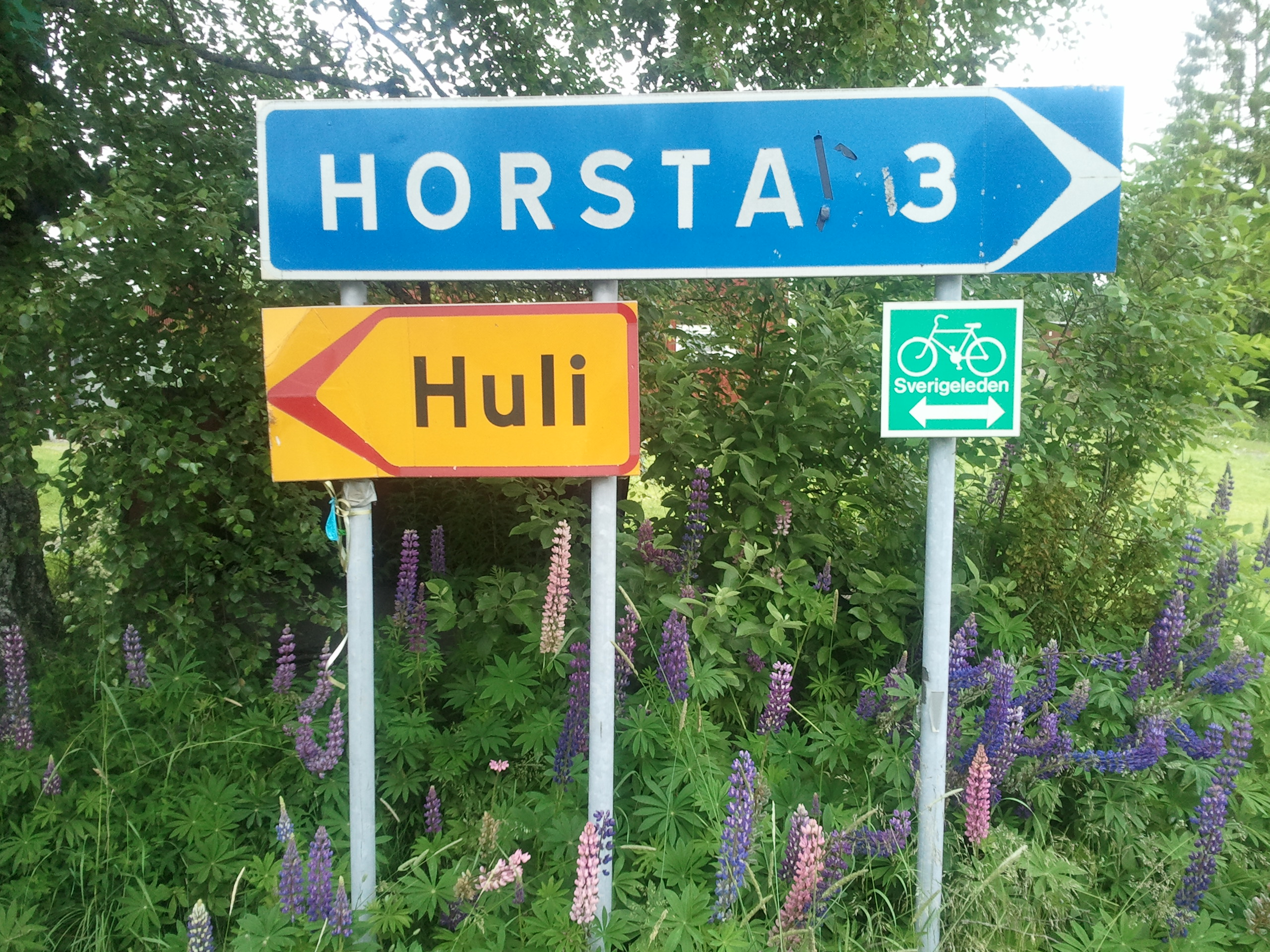
Strax väster om Timmervägen och Skön golf tar man vänster i korsningen för att åka genom byn Huli i Sundsvall.

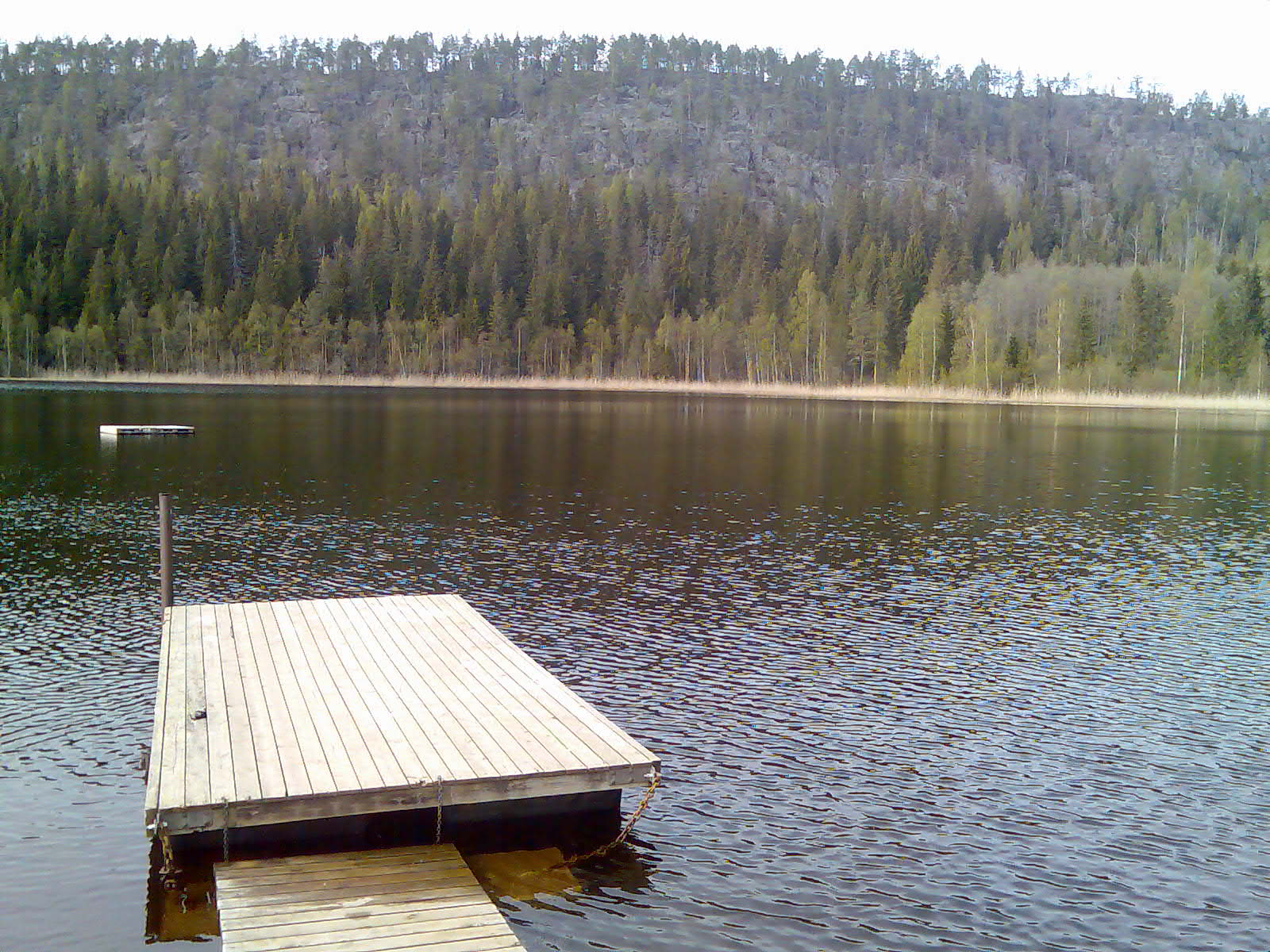
På sommaren kan man bada i Hulitjärnen. I bakgrunden syns "hyllan" på Uvberget.

I norra Huli finns Uvbergsstugan, där Mariebergs Scoutkår har verksamhet. Här finns också Hulitjärn med badplats på sommaren. På Uvberget (185 meter över havet) har man utsikt över centrala Sundsvall. Efter den kulturhistoriska och gamla väg som slingrar sig genom norra Huli, kan man möta både travekipage och mountainbikecyklister. 
Huli ligger 6,5 kilometer från Birsta handelscentrum och 9 kilometer från Stenstan. Skolor och förskolor finns i Bergsåker och Granloholm (2,4 respektive 3,1 kilometer från byn).

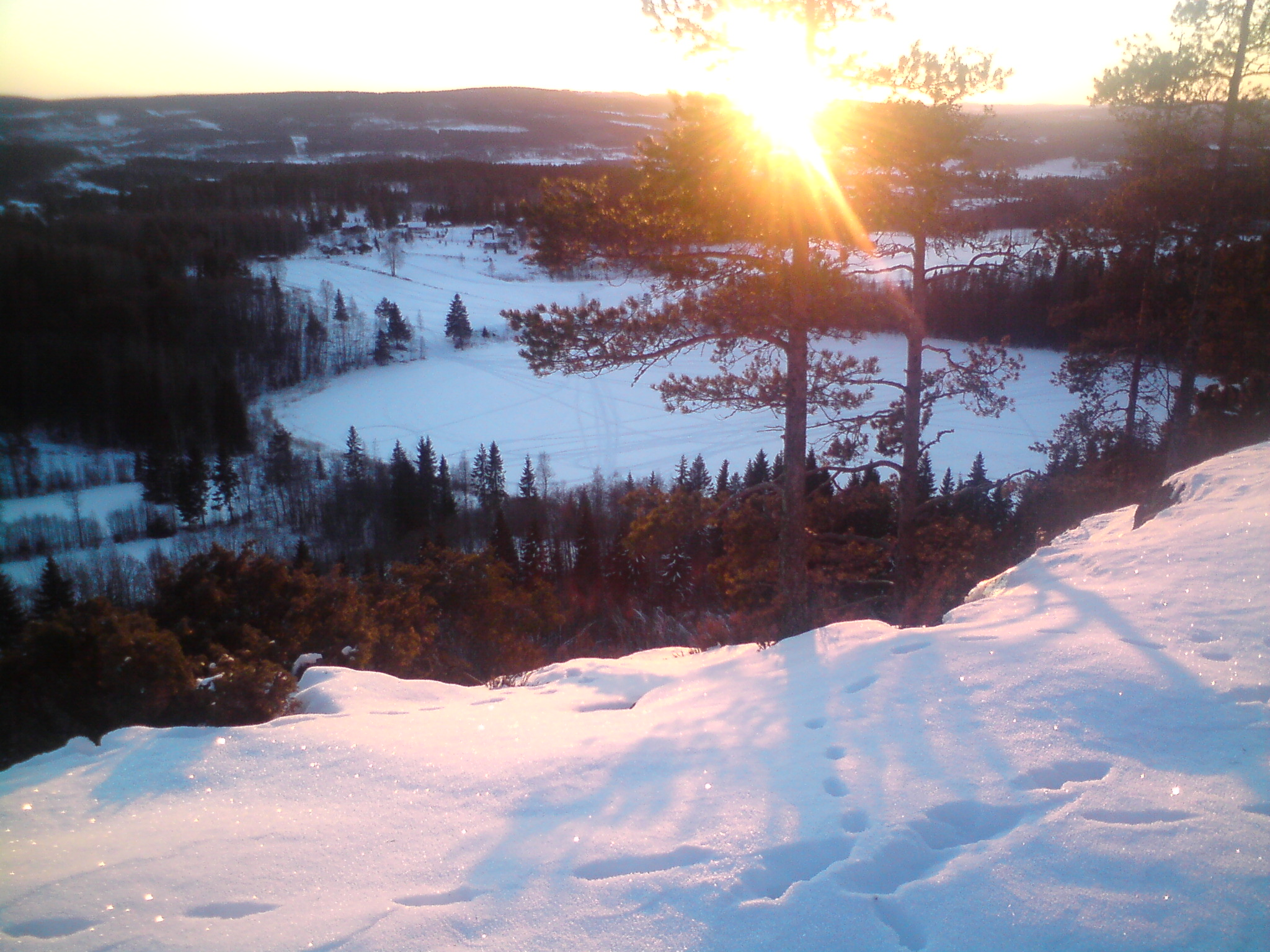
Från toppen på "hyllan" ser man delar av Sundsvall.